# نيكي ستون
نيكي ستون (بالإنجليزية: Nikki Stone)‏ هي متزحلقة حرة أمريكية، ولدت في 4 فبراير 1971 في برينستون في الولايات المتحدة.

## وصلات خارجية
- نيكي ستون على موقع الاتحاد الدولي للتزلج (التزلج الحر) (الإنجليزية)
- نيكي ستون على موقع أوليمبيديا (الإنجليزية)